# Comandante d'armata di 1º rango
Comandante d'armata di 1º rango (in russo командующий армией 1-ого ранга?, komandujušij armiej 1-ogo ranga, abbreviato in Komandarm di 1° rango) è stato un grado militare dill'Armata Rossa, istituito nel 1935, per designare il comandante di un Gruppo d'armate o di un fronte. Il grado venne abolito nel 1940, quando con la reintroduzione dei gradi nelle forze armate sovietiche venne sostituito dal grado di generale d'armata.
Il grado era equivalente al Commissario dell'esercito di 1º rango (russo: Армейский комиссар 1-ого ранга; traslitterato: Armejskij Komissar 1-ogo ranga) carica politica di tutti i settori militari, all'Ufficiale di bandiera della flotta di 1º rango (russo: Флагман флота 1-ого ранга; traslitterato: Flagman flota 1° ranga) della Marina Sovietica o al Commissario per la sicurezza dello Stato di 1º rango (russo: Комиссар государственной безопасности 1-ого ранга; traslitterato: Komissar gosydarstvennoj bezopasnosti 1-ogo ranga).

## Storia
Il grado venne introdotto dal Comitato esecutivo centrale dell'Unione Sovietica e dal Consiglio dei commissari del popolo il 22 settembre 1935.
La scala gerarchica era la seguente:
- Comando a livello di Brigata X: Kombrig (Brigadiere)
- Comando a livello di Divisione XX: Komdiv (Comandante di Divisione)
- Comando a livello di Corpo XXX: Komkor (Comandante di Corpo)
- Comando a livello d'Armata XXXX:  Komandarm 2º rango  (Comandante d'armata)
- Comando a livello di Gruppo d'armate, Fronte XXXXX:  Komandarm 1° rango  (Comandante d'armata di 1° rango – Comandante di Fronte)
- Maresciallo dell'Unione Sovietica

## Distintivi di grado

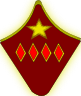
Mostrina per collo del cappotto
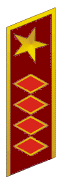
Mostrina per colletto camicia
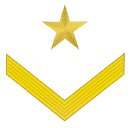
distintivo da manica